# XXIII Puchar Gordona Bennetta (balonowy)
XXIII Puchar Gordona Bennetta – zawody balonów wolnych o Puchar Gordona Bennetta, które rozpoczęły się 15 września w 1935 roku w Warszawie. Polska została po raz drugi organizatorem zawodów, dzięki zwycięstwu w 1934 roku załogi balonu Kościuszko. Zawody, w których uczestniczyło 13 balonów z 7 państw, poprzedził meeting lotniczy. Zwyciężył polski balon Polonia II pilotowany przez Zbigniewa Burzyńskiego. Dzięki temu zwycięstwu Aeroklub Rzeczypospolitej Polskiej otrzymał puchar na własność. Był to czwarty w historii zawodów puchar, którego fundatorem w 1933 roku została redakcja Chicago Daily News. Nagrody zostały ufundowane przez przedstawicieli władz oraz polskie firmy. Otrzymali je najlepsi zawodnicy, a konkurs na przewidywanie miejsca lądowania wygrał belgijski pilot Ernest Demuyter. Poczta Polska z okazji zawodów umożliwiła wysyłanie przesyłek pocztą balonową. Zostały one ostemplowane odpowiednimi stemplami, a po przewiezieniu balonem Legionowo wysłane z Sokołowa Podlaskiego.

## Historia
W pierwszym terminie (czyli do 1 lipca 1935 roku) zgłosiło się 11 załóg: trzy z Polski i Niemiec, dwie z Belgii i Francji i jedna ze Szwajcarii. Aeroklub belgijski planował zgłoszenie trzeciego balonu, a aeroklub holenderski poprosił Polskę o wypożyczenie balonu, na co uzyskał zgodę Departamentu Aeronautyki. Drugi termin zgłoszeń upływał 15 sierpnia. Ostatecznie do zawodów zgłoszono 13 balonów z 7 państw (Polska, Szwajcaria, Belgia, Niemcy, Francja, Holandia i USA). Nie mogła wystartować załoga hiszpańska z powodu niezgłoszenia w terminie udziału w zawodach. Aby umożliwić im start, poproszono aerokluby uczestniczących państw o zgodę. Sprzeciw zgłosił aeroklub francuski.
Niemcy wystartowali na dwóch nowych balonach, a zawodników do startu wyłoniono w specjalnych zawodach krajowych. Nowy balon przygotowali również Francuzi. Polski balon Kościuszko przeszedł renowację — wymieniono mu górną powłokę, która zużywa się najszybciej. Wszystkie balony zostały wyposażone w aparaty tlenowe. Zawodnicy, którzy przyjechali do Warszawy zamieszkali w hotelu Bristol.
12 sierpnia odbyła się na lotnisku mokotowskim odprawa prowadzona przez kierownika zawodów płk. Jana Wolszlegiera. Ustalono na drodze losowania kolejność startu: jako pierwszy o 16:00 miał wystartować balon belgijski Bruxelle, następnie: amerykański U.S. Navy, niemiecki Alfred Hildebrandt, francuski Maurice Mallet, szwajcarski Zurich III, holenderski Toruń, polski Kościuszko, belgijski Belgica, niemiecki Erich Deku, francuski Lorraine, polski Warszawa II, niemiecki DeutschIand i na końcu polski balon Polonia II.
Podczas odprawy zawodnicy otrzymali informację, że aż 24 państwa obiecały udzielić pomocy zawodnikom. Trudności mogli jedynie napotkać na terenie Czechosłowacji, gdzie w razie zbliżenia się do terenów „niedozwolonych do przelotów” załoga mogła zostać poproszona o wylądowanie. Zakazane było również na terenie tego kraju posiadanie radioaparatów i gołębi. Doprecyzowano również punkt regulaminu o wykluczeniu balonu w razie wodowania, przyjmując, że nastąpi to wyłącznie w przypadku wylądowania na morzu, czyli „obszarze wód, który nie jest wyraźnie ze wszystkich stron zamknięty lądem”.

## Uczestnicy
| Zajęte miejsce | Balon              | Pojemność | Załoga pilot pomocnik pilota                   | Kraj              | Czas lotu [h] | Odległość [w km] | Miejsce lądowania Państwo miejsce (najbliższe duże miasto) |
| -------------- | ------------------ | --------- | ---------------------------------------------- | ----------------- | ------------- | ---------------- | ---------------------------------------------------------- |
| 1.             | Polonia II         | 2204,5    | kpt. Zbigniew Burzyński por. Władysław Wysocki | Polska            | 57:54         | 1650,47          | ZSRR Tiszkino (Stalingrad)                                 |
| 2.             | Warszawa II        | 2204,5    | kpt. Antoni Janusz por. Ignacy Wawszczak       | Polska            | 46:52         | 1567,13          | ZSRR Nosowka (Filinowo)                                    |
| 3.             | Belgica            | 2205      | Ernest Demuyter Pierre Hoffmans                | Belgia            | 47:44         | 1455,63          | ZSRR Niżni Dudarew (Wiszenskaja)                           |
| 4.             | Erich Decu         | 2200      | Carl Götze jr. Werner Lohmann                  | III Rzesza        | 43:58         | 1373,68          | ZSRR Wielika Jekatierinowka (Szack)                        |
| 5.             | Kościuszko         | 2204,5    | kpt. Franciszek Hynek por. Władysław Pomaski   | Polska            | 48:01         | 1306,47          | ZSRR Nowo Biełaja (Walujki)                                |
| 6.             | Toruń              | 2204,5    | Mauritz Ten Bosch Jacob Van Tijen              | Holandia          | 40:10         | 1017,81          | ZSRR stacja kolejowa Szlina (Bołogoje)                     |
| 7.             | Maurice Mallet     | 2280      | Charles Dollfus Pierre Jacquet                 | Francja           | 25:11         | 758,10           | ZSRR Wierkiejewka (Nieżyn)                                 |
| 8.             | Lorraine           | 2280      | Albert Boitard Georges Cormier                 | Francja           | 28:21         | 731,31           | ZSRR Dubrowka (Klimowicze)                                 |
| 9.             | Bruxelle           | 2200      | Philippe Quersin Martial Van Schelle           | Belgia            | 23:32         | 672,80           | ZSRR Mokryje Wieliczki (Czernichów)                        |
| 10.            | Zürich III         | 2204,5    | dr Erich Tilgenkamp Friedrich Michel           | Szwajcaria        | 27:37         | 582,47           | Łotwa Slejas (Ryga)                                        |
| 11.            | Alfred Hildebrandt | 2200      | Otto Bertram Wilhelm Brehm                     | III Rzesza        | 23:10         | 569,50           | ZSRR Dulbna (Swisłocz)                                     |
| 12.            | Deutschland        | 2200      | Eugen Stüber Werner Schäfer                    | III Rzesza        | 19:52         | 550,53           | Łotwa Kemmern (Ryga)                                       |
| 13.            | US Navy            | 2254      | Raymond Tyler Howard Orville                   | Stany Zjednoczone | 15:57         | 534,96           | ZSRR Griszy Zosincy (Owrucz)                               |

## Przebieg zawodów

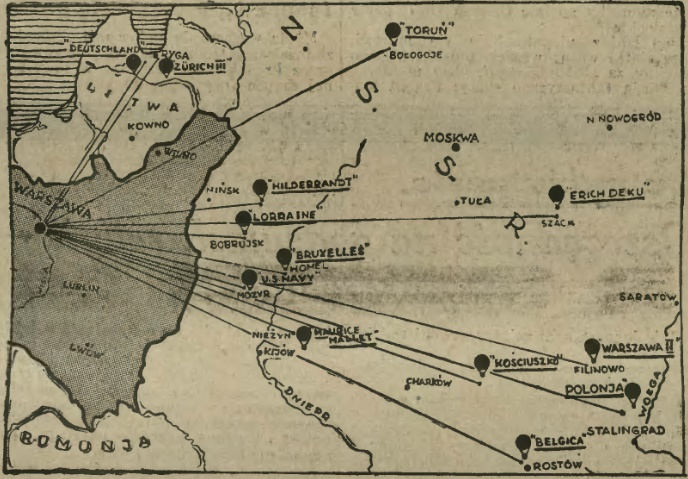
Trasy przelotu balonów XXIII Pucharu Gordona Bennetta.

### Meeting lotniczy
Częścią zawodów był dwudniowy meeting lotniczy zorganizowany przez Aeroklub Warszawski, który odbył się 14 i 15 września. Wzięli w nim udział czołowi polscy piloci. Dla publiczności przygotowano nie tylko ciekawe pokazy, ale również nagłośnienie i komentarz. Konferansjerem był inżynier Witold Rychter. Na program złożyły się między innymi: przelot uczestników zlotu gwiaździstego, pokaz ewolucji na szybowcach, wyścig 8 różnych samolotów na trasie: lotnisko mokotowskie, Ochota, Okęcie, zawody w celnym zrzucaniu ładunku do 100-metrowego koła (zwyciężył pilot Aleksander Onoszko na RWD-8, którego ładunek znalazł się 4 metry od środka koła), pokaz wirowca i inne.

### Start i wyniki
Balony zaczęto napełniać gazem w dniu zawodów rano. Meeting lotniczy i start oglądało ponad 30 000 widzów. Na trybunie honorowej zasiedli przedstawiciele rządu z premierem Walerym Sławkiem i prezydent Ignacy Mościcki z żoną. W imieniu rządu otwarcia dokonał wiceminister komunikacji Aleksander Bobkowski. Jako pierwszy wystartował poza konkursem balon otwarcia Gopło, który miał pokazać kierunek i siłę wiatru. Po nim według wylosowanej kolejności startowały pozostałe balony przy dźwiękach hymnu narodowego. Jako ostatnie wystartowały nieuczestniczące w konkursie dwa polskie balony Syrena (zajmująca się łącznością radiową) i Legionowo (przewożący pocztę). Dwa balony (Deutschland i Zürich III) pomimo posiadania balastu pozwalającego na dalszy lot wylądowały na brzegu Bałtyku, nie podejmując próby lotu nad morzem. Natomiast amerykański balon U.S. Navy musiał lądować z powodu awarii (nieszczelność klapy). Wygrał polski balon Polonia II pilotowany przez Zbigniewa Burzyńskiego, a drugie i piąte miejsce zajęły pozostałe polskie załogi. Równocześnie polska załoga ustanowiła dwa polskie rekordy w kategorii A-5 obejmującej balony o pojemności 2200 m³: odległości i czasu przelotu. W październiku 1935 roku zostały one zatwierdzone przez FAI. Został pobity rekord odległości ustanowiony w 1932 roku przez amerykańską załogę Settle i Bushnell o prawie 100 km. Rekord czasu przelotu wynosił 57:54 i był dłuższy o prawie 7 godzin od rekordu ustanowionego w 1933 roku przez amerykańską załogę Settle i Kendall.

## Konkurs przewidywania
Zawodnicy w ramach konkursu musieli przewidzieć miejsce swojego lądowania. Kartki w zaklejonych kopertach przekazali przed startem kierownictwu zawodów. Nagrodę w wysokości 1000 złotych wygrał belgijski pilot Ernest Demuyter, który wylądował najbliżej podanego przed startem miejsca.

## Nagrody

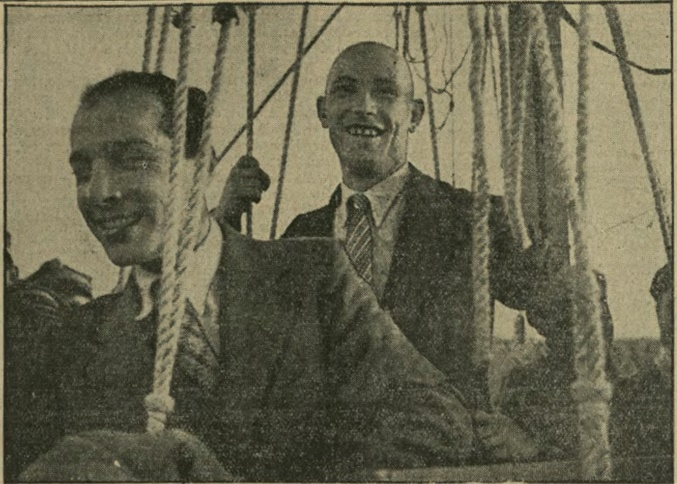
Zwycięska załoga balonu Polonia II – Zbigniew Burzyński i Władysław Wysocki

Na uczestników zawodów czekały nagrody, nie tylko dla najlepszych drużyn, ale również dodatkowe ufundowane przez polskie firmy. Zgodnie z regulaminem najlepsza załoga otrzymała nagrodę regulaminową wynoszącą 10 000 złotych, za zajęcie drugiego miejsca 7 000 złotych, trzeciego 4 000, czwartego 2 500, piątego 1 500, szóstego 1 200, siódmego tysiąc i ósmego osiemset złotych. Najcenniejszą nagrodą był Puchar przechodni, który dzięki trzeciej wygranej otrzymał na własność Aeroklub Rzeczypospolitej Polskiej. Czwarty w historii zawodów puchar został w 1933 roku ufundowany przez redakcję Chicago Daily News.
Dodatkowe nagrody zostały ufundowane przez Prezydenta Rzeczypospolitej (srebrna plakieta), Prezydenta m. Warszawy (obraz), Aeroklub Rzeczypospolitej (misa miedziana), Ministra Komunikacji (wazon kryształowy), Ministra Spraw Wojskowych (srebrny puchar), Ministra Spraw Zagranicznych (dwie srebrne papierośnice) oraz firmy takie jak: Sanok (waza kryształowa), Bracia Czechowiczka (puchar srebrny), Widzewska Manufaktura (puchar srebrny), Scheibler i Grohman (zegar dla pilota trzeciego balonu), Bracia Naef (druga nagroda krajowa – dwa srebrne puchary), Orwil (dwa wieczne pióra), Ład (nagroda w konkursie przewidywania), Wargum (dwie nagrody wytrwałości za najdłuższy czas lotu, pierwsza w wysokości 1 200 złotych dla załogi balonu Polonia II i druga w wysokości 800 złotych dla załogi balonu Kościuszko), Avia (trzecia nagroda wytrwałości – srebrny puchar zdobył Ernest Demuyter), Bracia Deutsch (nagroda szybkości – waza kryształowa, którą zdobył Raymond Tyler).

## Poczta balonowa
Tak jak rok wcześniej listy nadane w urzędzie pocztowym Warszawa 31 były stemplowane okolicznościowym kasownikiem z napisem MIĘDZYNARODOWE ZAWODY BALONÓW WOLNYCH/GORDON — BENNETT i datą 15 września 1935. Dodatkowo użyto stempla POCZTA BALONOWA/PAR BALLON. Przesyłki do przewozu pocztą balonową musiały być opłacone zgodnie z taryfą ekspresową. Balon Legionowo, który przewoził pocztę, wylądował w Sokołowie Podlaskim i tam przesyłki zostały ostemplowane i wysłane z tamtejszego urzędu pocztowego. Listy i karty pocztowe przewozili ze sobą również zawodnicy. Na przykład 1000 kart zabrał ze sobą belgijski pilot Demuyter. Część z nich ostemplowano w Warszawie, a część w Związku Radzieckim. Niektóre zostały wysłane, a na części po powrocie nadrukowano w Belgii długość trasy i miejsce, w którym balon wylądował.

## Odznaczenia

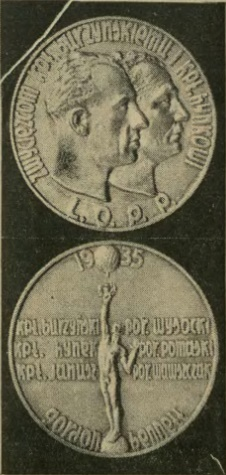
Medal pamiątkowy L.O.P.P. wybity z okazji zdobycia na własność Pucharu Gordona Bennetta w 1935 roku.

Zgodnie z Zarządzeniem Prezydenta Rzeczypospolitej za zasługi na polu propagandy i rozwoju sportu balonowego zostali odznaczeni:
- Krzyżem kawalerskim Orderu Odrodzenia Polski - kpt. Zbigniew Burzyński,
- Złotym Krzyżem Zasługi - kpt. Antoni Janusz.

Zgodnie z Zarządzeniem Prezesa Rady Ministrów za zasługi na polu propagandy i rozwoju sportu balonowego zostały nadane:
- Srebrny Krzyż Zasługi - por. Władysław Wysocki, por. Ignacy Wawszczak.

W styczniu 1936 roku prezes L.O.P.P. gen. Leon Berbecki wręczył polskim pilotom specjalny medal wybity z okazji zdobycia przez Polskę pucharu na własność. Autorką projektu była Olga Niewska.

## Upamiętnienie
W 1981 roku Poczta Polska wydała kilka znaczków poświęconych sportowi balonowemu. Wśród nich znalazł się znaczek nieząbkowany o nominale 10,50 zł zaprojektowany przez Ryszarda Dudzickiego, nr katalogowy 2587. Upamiętniał on cztery polskie załogi, które przed wybuchem II wojny światowej zdobyły Puchar Gordon Bennetta. Ukazał się wtedy również znaczek o wartości 6 złotych, nr 2585 (również zaprojektowany przez Dudzickiego), na którym umieszczono balon Polonia II pilotowany przez Zbigniewa Burzyńskiego i Władysława Wysockiego.